# Blake Martínez
Blake Edmon Martínez (Tucson, Arizona, 9 de enero de 1994) más conocido como Blake Martínez, apodado Boar, es un jugador profesional estadounidense de fútbol americano que se desempeña en la posición de linebacker en Pittsburgh Steelers, equipo de la National Football League (NFL).

## Carrera
Fue seleccionado en la cuarta ronda en la Reunión Anual de Selección de Jugadores de la NFL de 2016. Hizo su debut profesional con el equipo Green Bay Packers, en el cual jugó cuatro temporadas (2016-2020), después pasó a New York Giants (2020-2022), posteriormente a Las Vegas Raiders (2022-2023), luego a Pittsburgh Steelers, donde lleva jugando una temporada.